# Thomas Blomqvist
Thomas Jörn Ingmar Blomqvist (ur. 15 stycznia 1965 w Ekenäs) – fiński polityk, rolnik i samorządowiec, działacz mniejszości szwedzkiej, poseł do Eduskunty, od 2019 do 2023 minister.

## Życiorys
Ukończył szkołę średnią w rodzinnej miejscowości, po czym studiował nauki rolnicze na Uniwersytecie Helsińskim. Zawodowo zajął się rolnictwem. Zaangażował się w działalność polityczną w ramach Szwedzkiej Partii Ludowej. W latach 1993–2008 był radnym miejskim w Ekenäs, od 2005 przewodniczył radzie miejskiej. W latach 2009–2017 zasiadał w radzie regionu Uusimaa. W 2009 został przewodniczącym rady gminy Raseborg. W 2008 wszedł w skład Folktingetu, doradczego parlamentu mniejszości szwedzkiej w Finlandii.
W 2007 po raz pierwszy uzyskał mandat deputowanego do fińskiego parlamentu. Z powodzeniem ubiegał się o reelekcję w wyborach w 2011, 2015 i 2019. W latach 2016–2018 przewodniczył radzie Szwedzkiej Partii Ludowej, w 2018 stanął na czele jej frakcji parlamentarnej.
W czerwcu 2019 został ministrem współpracy nordyckiej i równości w rządzie Anttiego Rinne. Pozostał na tym stanowisku również w powołanym w grudniu 2019 gabinecie Sanny Marin. Zakończył urzędowanie w czerwcu 2023.

## Odznaczenia
- Krzyż Wielki Orderu Sokoła Islandzkiego (Islandia, 2023)[6]